# El gran Maurice
El gran Maurice (título original en inglés: The Phantom of the Open) es una comedia dramática y biográfica británica de 2021, dirigida por Craig Roberts, que trata sobre la vida del golfista aficionado Maurice Flitcroft, famoso por alcanzar la peor marca de la historia en un Open británico.
El guion de Simon Farnaby se basó en la biografía The Phantom of the Open: Maurice Flitcroft, The World's Worst Golfer, escrita por el propio Farnaby y Scott Murray. La película está protagonizada por el ganador del Oscar Mark Rylance, la nominada al Oscar Sally Hawkins y por Rhys Ifans, Jake Davies, Christian Lees, Jonah Lees, Mark Lewis Jones y Johann Myers.

## Sinopsis
Maurice Flitcroft es un padre de familia y operador de grúa en un pequeño pueblo inglés que ve peligrar su puesto de trabajo a causa de la inestabilidad económica del país. Tras ver un partido de golf en la televisión, se enamora del juego y decide participar en el torneo más importante del mundo, el Open Británico. Un plan maestro que tiene un único problema: Maurice no ha jugado al golf en su vida.

## Reparto
- Mark Rylance como Maurice Flitcroft
- Sally Hawkins como Jean Flitcroft
- Rhys Ifans como Keith Mackenzie
- Jake Davies como Michael Flitcroft
- Christian Lees como Gene Flitcroft
- Jonah Lees como James Flitcroft
- Mark Lewis Jones como Cliff
- Johann Myers como Willie
- Nigel Betts como Tony Marsh
- Steve Oram como Gerald Hopkins
- Tim Steed como John Pegg
- Simon Farnaby como Lambert

## Producción
En mayo de 2020, se anunció que Craig Roberts sería el director de la película, a partir de un guion de Simon Farnaby basado en su libro biográfico, titulado The Phantom of the Open: Maurice Flitcroft, The World's Worst Golfer. El hijo de Flitcroft, James, fue contratado como consultor. En junio de 2020, Mark Rylance se unió al elenco de la película. En octubre de 2020, la productora anunció al resto de actores que participarían en la película: Sally Hawkins, Rhys Ifans, Jake Davies, Christian Lees, Jonah Lees, Mark Lewis Jones y Johann Myers, también se conoció que sería Entertainment One quien distribuirá la película en el Reino Unido.
El rodaje de la película comenzó en octubre de 2020.

## Estreno
En julio de 2021, Sony Pictures Classics adquirió los derechos de la película en América del Norte, Tailandia, Francia y China. La película tuvo su estreno mundial en el 65.ª edición del BFI London Film Festival el 12 de octubre de 2021. Fue estrenada en el Reino Unido el 18 de marzo de 2022 por Entertainment One y en los Estados Unidos el 3 de junio de 2022. En España se estrenó el 18 de noviembre de 2022.

## Recepción
En el agregador de reseñas Rotten Tomatoes, el 86 % de las 134 reseñas de los críticos son positivas, con una calificación promedio de 7,10/10. El consenso crítico del sitio web afirma: «Dirigido por una actuación estelar de Mark Rylance, The Phantom of the Open convierte una historia real más extraña que la ficción en un entretenimiento que agrada al público». Por su parte Metacritic, que utiliza un promedio ponderado, asignó a la película una puntuación de 65 sobre 100 basada en las opiniones de once críticos, lo que indica «críticas generalmente favorables».
Mientras que Simran Hans crítico del diario británico The Guardian calificó la película con 4/5, elogió la decisión de Rylance de interpretar a su personaje de manera correcta y elogió la partitura musical que la acompaña.